# Xosablatta bitaeniata
Xosablatta bitaeniata är en kackerlacksart som beskrevs av Karlis Princis 1963. Xosablatta bitaeniata ingår i släktet Xosablatta och familjen småkackerlackor. Inga underarter finns listade i Catalogue of Life.